# مبارك النمش
مبارك النمش، لاعب كرة قدم كويتي سابق.
و قد كان يلعب في نادي اليرموك، ويناير 2007 انتقل إلى نادي العربي الكويتي.
و هو أخ اللاعب علي النمش لاعب نادي القادسية الكويتي.